# محمد ثياو
محمد ثياو (بالإنجليزية: Mohamed Thiaw)‏ هو لاعب كرة قدم أمريكي في مركز الهجوم، ولد في 24 يناير 1995 في داكار في السنغال. لعب مع سان خوسيه إيرثكويكس.

## وصلات خارجية
- محمد ثياو على موقع الدوري الأمريكي (الإنجليزية)
- محمد ثياو على موقع قاعدة بيانات كرة القدم.إي يو (الإنجليزية)